# Bellusco
Bellusco ist eine norditalienische Gemeinde (comune) in der Provinz Monza und Brianza in der Lombardei.

## Lage und Einwohner
Die Gemeinde liegt etwa zwölf Kilometer ostnordöstlich von der ProvinzhauptstadtMonza. Wenige Kilometer östlich von Bellusco fließt die Adda. Zur 7467 Einwohner (Stand 31. Dezember 2023) zählenden Gemeinde zählt noch die Fraktion Camuzzago.
Die Nachbargemeinden sind Busnago, Mezzago, Ornago, Roncello, Sulbiate und Vimercate.

### Bevölkerungsentwicklung

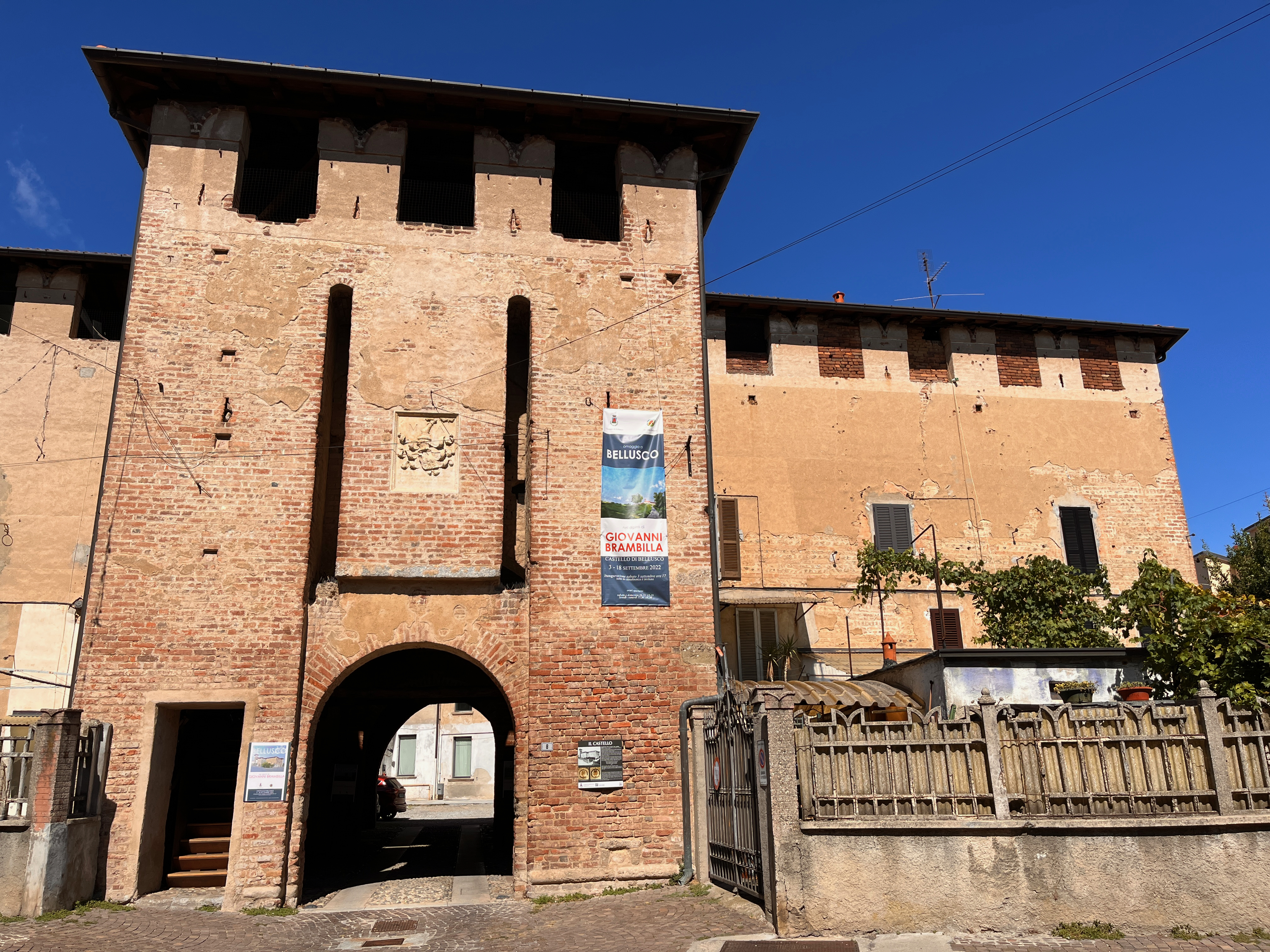
Die Burg von Bellusco

## Geschichte
In Bellusco wurde ein Stolperstein für Alessandro Fumagalli verlegt.
Siehe: Liste der Stolpersteine in der Provinz Monza und Brianza

## Söhne und Töchter der Gemeinde
- Ambrogio Ravasi (1929–2020), römisch-katholischer Ordensgeistlicher und Bischof von Marsabit
- Patrizio Sala (* 1955), Fußballspieler und -trainer